# Confédération africaine de football
Pour les articles homonymes, voir CAF.
La Confédération africaine de football, également désignée sous l'acronyme CAF, est une association regroupant et représentant les fédérations nationales de football d'Afrique.
Fondée en 1957, la CAF a pour rôle de gérer et développer le football à l'échelon continental, sous l'égide de la FIFA. Elle organise et administre les principales compétitions continentales, qu'elles soient destinées aux sélections, comme la Coupe d'Afrique des nations et le Championnat d'Afrique des nations, ou aux clubs, comme la Ligue des champions, la Coupe de la confédération et la Supercoupe de la CAF. Elle est aussi responsable des compétitions continentales de football féminin et de jeunes.
La CAF rassemble actuellement 54 fédérations. Basée en Égypte, son président actuel est le Sud-africain, Patrice Motsepe, depuis mars 2021.

## Histoire

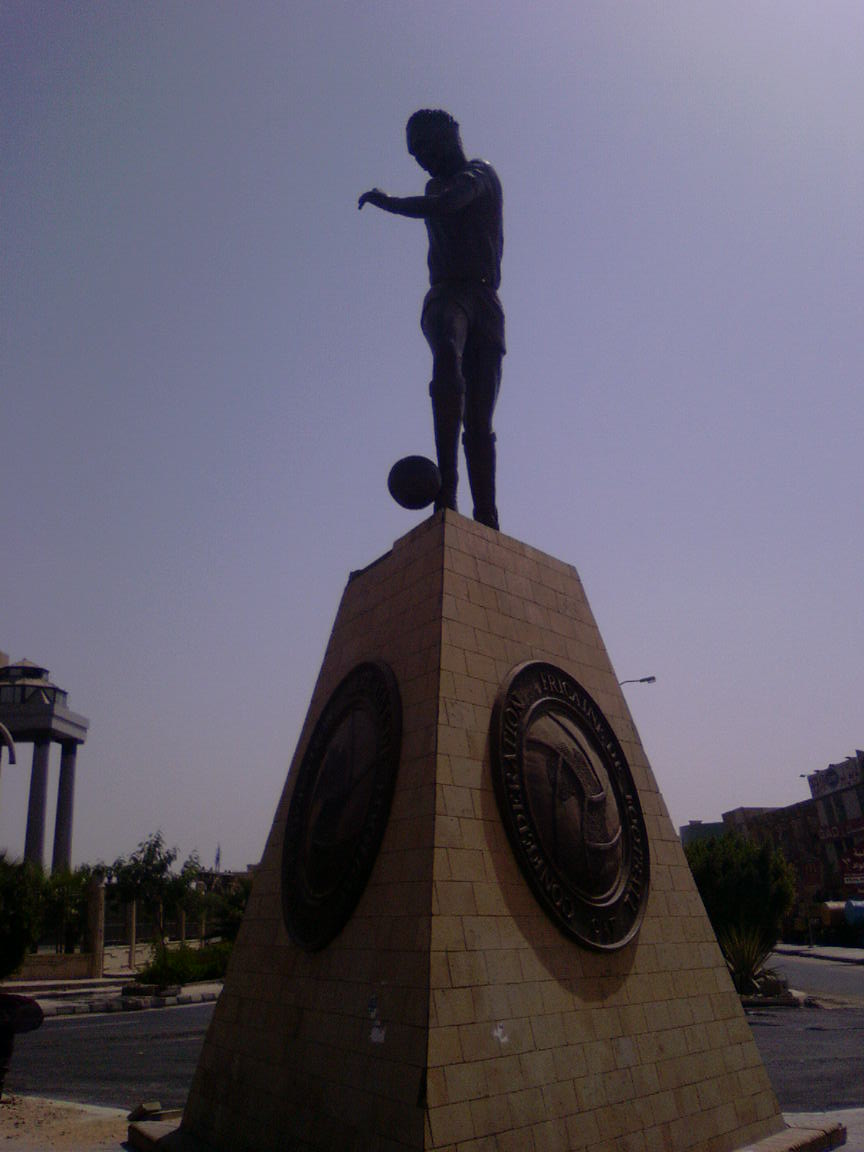
Siège de la CAF au Caire.

Il a fallu attendre 1956 pour que les quatre pays africains membres de la FIFA (Égypte, Soudan, Afrique du Sud et Éthiopie) s'entendent pour créer une confédération africaine et pour organiser une compétition continentale.
Les statuts ont été acceptés par la FIFA en juin 10 février 1957, malgré le refus de l'Afrique du Sud de se présenter 4 mois auparavant à la première compétition continentale au Soudan, pour ne pas à avoir à présenter une équipe multi-raciale.
Le 18 septembre 2017, la CAF a lancé un concours pour tous les compositeurs africains afin de créer son hymne sans paroles pour refléter le patrimoine culturel et la musique africaine. L'hymne choisi, dont le compositeur est inconnu et qui dure 74 secondes, a été publié pour la première fois sur le site le 16 janvier 2008 et constitue la chanson d'entrée de chaque match de compétition officielle de la CAF. Il est également utilisé pour chaque match de compétition officielle des sous-confédérations de la CAF, notamment la WAFU, la COSAFA et la CECAFA.
Le 21 décembre 2021, la CAF annonce la signature d'un partenariat avec quatre sociétés pour gérer les services de diffusion pour deux ans (2022-2023). Il s'agit de Infront France pour la liaison et la coordination des radiodiffuseurs, AMP Visual pour les services graphiques, Mediapro pour les services de diffusion hôte et Globecast pour les services satellites.

## Organisation interne

### Direction

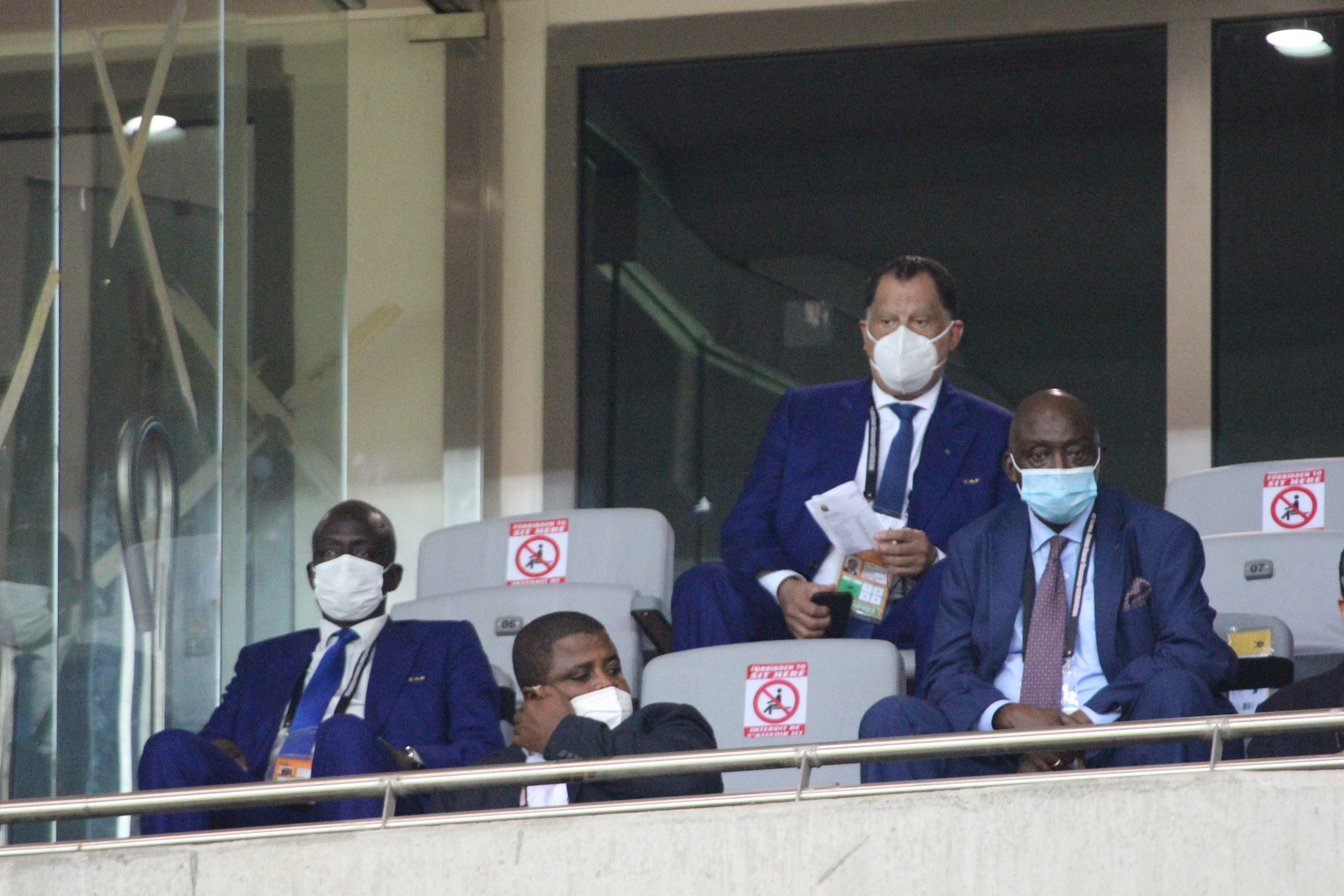
Dirigeants de la CAF respectant les mesures barrières.

Le président de la CAF est élu par les présidents des fédérations qui la composent. Le président de la CAF est automatiquement vice-président de la FIFA.
Le président Ahmad Ahmad est élu le 17 mars 2017, lors de l'Assemblée générale de la CAF à Addis Abeba (Éthiopie), l'année du 60e anniversaire de l'institution, par 34 voix contre 20 pour Issa Hayatou. Le 23 novembre 2020, il est suspendu de toute activité en relation avec le football par la Commission d'éthique de la FIFA.
| Nom                          | Nationalité    | Période du mandat |
| ---------------------------- | -------------- | ----------------- |
| Abdelaziz Salem              | Égypte         | 1957 - 1958       |
| Mohamed Abdelaziz Moustapha  | Égypte         | 1958 - 1968       |
| Mohamed Abdelhalim           | Soudan         | 1968 - 1972       |
| Ydnekatchew Tessema          | Éthiopie       | 1972 - 1987       |
| Mohamed Abdelhalim (intérim) | Soudan         | 1987 - 1988       |
| Issa Hayatou                 | Cameroun       | 1988 - 2017       |
| Ahmad Ahmad                  | Madagascar     | 2017 - 2020       |
| Constant Omari (intérim)     | RD Congo       | 2020 - 2021       |
| Ahmad Ahmad                  | Madagascar     | 2021              |
| Patrice Motsepe              | Afrique du Sud | 2021 -            |

| Nom                   | Nationalité | Période du mandat |
| --------------------- | ----------- | ----------------- |
| Mohamed Youssef       | Égypte      | 1957 - 1958       |
| Mustafa Kamel Mansour | Égypte      | 1958 - 1961       |
| Mourad Fahmy          | Égypte      | 1961 - 1992       |
| Mustafa Fahmy         | Égypte      | 1982 - 2000       |
| Mohamed Mahrous       | Égypte      | 2000 - 2010       |
| Hichem Omrani         | Maroc       | 2010 - 2017       |
| Essam El Din          | Égypte      | 2017 - 2019       |
| Mouad Hajji           | Maroc       | 2019 - 2020       |
| Abdelmounaïm Bah      | Maroc       | 2020 - 2021       |
| Véron Mosengo-Omba    | RD Congo    | 2021              |

### Comité exécutif
Le comité exécutif est l'organe de supervision de la CAF. Il se compose de vingt-et-un membres, dont un président et deux vice-présidents. Ils sont élus par moitié tous les deux ans. La durée du mandat d'un membre est de quatre ans.
En décembre 2020, le comité exécutif est composé de Constant Omari, président, et compte comme vice-présidents, le Marocain Fouzi Lekjaa et le Sud-africain Alexander Danny Jordaan. Parmi les Dix-huit autres membres du comité figurent notamment Adoum Djibrine du Tchad, Hany Abo Rida d'Égypte, Almamy Kabele Camara de Guinée, Tarek Bouchamaoui de Tunisie, Lydia Nsekera du Burundi, Amaju Melvin Pinnick du Nigéria, Isha Johansen de Sierra Leone, Suleiman Hassan Waberi de Djibouti, Ahmed Yahya de Mauritanie, Moses Magogo d'Ouganda, Augustin Senghor du Sénégal, Sita Sangria du Burkina Faso, Walter Nyamiland du Malawi, Samir Sobhi de Maurice, Abdulhakim Al Shalmani de Libye, Pierre Alain Mounguengui du Gabon, Abdigani Said Arab de Somalie et Abdelmounaim Bah du Maroc.
En Mars 2025, la confédération africaine de football a procédé à son 14e assemblée générale extraordinaire. Patrice Motsepe est réélu à la tête de la présidence de la CAF. Le président de la fédération sénégalaise de football Augustin Senghor démissionne de son poste de premier vice-président de la CAF.
| Nom                      | Poste               |
| ------------------------ | ------------------- |
| Patrice Motsepe          | Président           |
| Fouzi Lekjaa             | 1er Vice-Président  |
| Kurt Okraku              | 2e Vice-Président   |
| Pierre Alain Mounguengui | 3e Vice-Président   |
| Bestine Kazadi           | 4e Vice-Président   |
| Feizal Sidat             | 5e Vice-Président   |
| Véron Mosengo-Omba       | Secrétaire Générale |

Sources: FIFA / CAF

### Membres honoraires
Les membres honoraires sont des personnalités qui ont développé le football africain. Ils sont nommés par le comité exécutif. Leur voix est seulement consultative.
Les membres honoraires sont l'Égyptien Murad Fahmy, le Mauricien Ram Rohi, le Zambien Tom Mattin, le Sénégalais Reto Alcantara et le Guinéen Nvamara Camara

## Sponsoring
En octobre 2004, le géant sud-africain des télécommunications, MTN, a signé un contrat de 4 ans pour sponsoriser les compétitions de la CAF pour un montant de 25 millions de Dollar $, ce qui constituait à l'époque le plus gros contrat de sponsoring de l'histoire du sport en Afrique,.
La CAF a ouvert de nouveaux appels d'offres de sponsoring lorsque le contrat de MTN a expiré et que le géant français des télécommunications Orange l'a récupéré en juillet 2009, en signant un accord global à long terme d'une valeur de 100 millions d'€.
Le 20 juillet 2016, TotalEnergies (depuis 2021) (anciennement Total en 2016) est désormais le « sponsor titre » des compétitions organisées par la CAF dont la Coupe d’Afrique des Nations, désormais baptisée « Coupe d’Afrique des Nations TotalEnergies » pour huit ans et d'un montant de 950 millions d'€ pour soutenir ses compétitions,

## Organisation de compétitions
La CAF organise les compétitions entre clubs et entre sélections nationales à l'échelon africains, quelle que soit la catégorie d'âge.
- Sélections nationales
  - Compétitions actuelles 
    - La Coupe d'Afrique des nations
    - La Coupe d'Afrique des nations féminine
    - Le Championnat d'Afrique des nations
    - La Coupe d'Afrique des nations des moins de 23 ans
    - La Coupe d'Afrique des moins de 20 ans
    - La Coupe d'Afrique des nations des moins de 17 ans
    - La Coupe d'Afrique des nations féminine des moins de 20 ans
    - La Coupe d'Afrique des nations féminine des moins de 17 ans
    - Les Jeux africains (Masculin-Féminin)

  - Futsal
    - Le Championnat d'Afrique de futsal

  - Beach Soccer
    - La Coupe d'Afrique des nations de beach soccer
- Clubs
  - Compétitions actuelles 
    - La Ligue des champions de la CAF
    - La Ligue africaine de football
    - La Coupe de la confédération
    - La Supercoupe de la CAF
    - La Ligue des champions féminine de la CAF

  - Anciennes compétitions disparues
    - La Coupe de la CAF (1992-2003)
    - La Coupe d'Afrique des vainqueurs de coupe (1975-2003)

D'autre part, une Ligue des nations de la CAF est annoncée par différents médias à la fin du mois décembre 2018, les médias annonçant son officialisation le 28 décembre 2018 par la Confédération africaine de football en marge du tirage au sort au Caire de la Ligue des champions de la CAF 2018-2019. Le président de la CAF, Ahmad Ahmad, annonce à Jeune Afrique le 14 mars 2019, que le projet est toujours à l'étude, à un stade avancé.
Un Championnat panafricain interscolaire de football est créé avec la collaboration de la FIFA en 2021.

### Sélections
| Édition | Coupe d'Afrique des nations | Championnat d'Afrique des nations | Coupe d'Afrique des nations féminine |
| 1957    | Égypte                      |                                   |                                      |
| 1959    | République arabe unie       |                                   |                                      |
| 1962    | Éthiopie                    |                                   |                                      |
| 1963    | Ghana                       |                                   |                                      |
| 1965    | Ghana (2)                   |                                   |                                      |
| 1968    | Congo Kinshasa              |                                   |                                      |
| 1970    | Soudan                      |                                   |                                      |
| 1972    | Congo                       |                                   |                                      |
| 1974    | Zaïre (2)                   |                                   |                                      |
| 1976    | Maroc                       |                                   |                                      |
| 1978    | Ghana (3)                   |                                   |                                      |
| 1980    | Nigeria                     |                                   |                                      |
| 1982    | Ghana (4)                   |                                   |                                      |
| 1984    | Cameroun                    |                                   |                                      |
| 1986    | Égypte (3)                  |                                   |                                      |
| 1988    | Cameroun (2)                |                                   |                                      |
| 1990    | Algérie                     |                                   |                                      |
| 1991    |                             |                                   | Nigeria                              |
| 1992    | Côte d'Ivoire               |                                   |                                      |
| 1994    | Nigeria (2)                 |                                   |                                      |
| 1995    |                             |                                   | Nigeria (2)                          |
| 1996    | Afrique du Sud              |                                   |                                      |
| 1998    | Égypte (4)                  |                                   | Nigeria (3)                          |
| 2000    | Cameroun (3)                |                                   | Nigeria (4)                          |
| 2002    | Cameroun (4)                |                                   | Nigeria (5)                          |
| 2004    | Tunisie                     |                                   | Nigeria (6)                          |
| 2006    | Égypte (5)                  |                                   | Nigeria (7)                          |
| 2008    | Égypte (6)                  |                                   | Guinée équatoriale                   |
| 2009    |                             | RD Congo                          |                                      |
| 2010    | Égypte(7)                   |                                   | Nigeria (8)                          |
| 2011    |                             | Tunisie                           |                                      |
| 2012    | Zambie                      |                                   | Guinée équatoriale(2)                |
| 2013    | Nigeria (3)                 |                                   |                                      |
| 2014    |                             | Libye                             | Nigeria (9)                          |
| 2015    | Côte d'Ivoire (2)           |                                   |                                      |
| 2016    |                             | RD Congo (2)                      | Nigeria (10)                         |
| 2017    | Cameroun (5)                |                                   |                                      |
| 2018    |                             | Maroc                             | Nigeria (11)                         |
| 2019    | Algérie (2)                 |                                   |                                      |
| 2020    |                             | Maroc (2)                         |                                      |
| 2021    | Sénégal                     |                                   |                                      |
| 2022    |                             | Sénégal                           | Afrique du Sud                       |
| 2023    | Côte d'Ivoire (3)           |                                   |                                      |

### Clubs
| Saison | Coupe d'Afrique des clubs champions / Ligue des champions (depuis 1997) | Coupe de la confédération (depuis 2004) | Coupe d'Afrique des vainqueurs de coupe (de 1975 à 2003) | Coupe de la CAF (de 1992 à 2003) | Supercoupe de la CAF (depuis 1992) |
| ------ | ----------------------------------------------------------------------- | --------------------------------------- | -------------------------------------------------------- | -------------------------------- | ---------------------------------- |
| 1964   | Oryx Douala                                                             |                                         |                                                          |                                  |                                    |
| 1966   | Stade d'Abidjan                                                         |                                         |                                                          |                                  |                                    |
| 1967   | TP Mazembe                                                              |                                         |                                                          |                                  |                                    |
| 1968   | TP Mazembe (2)                                                          |                                         |                                                          |                                  |                                    |
| 1969   | Ismaily SC                                                              |                                         |                                                          |                                  |                                    |
| 1970   | Asante Kotoko                                                           |                                         |                                                          |                                  |                                    |
| 1971   | Canon Yaoundé                                                           |                                         |                                                          |                                  |                                    |
| 1972   | Hafia FC                                                                |                                         |                                                          |                                  |                                    |
| 1973   | AS Vita Club                                                            |                                         |                                                          |                                  |                                    |
| 1974   | CARA Brazzaville                                                        |                                         |                                                          |                                  |                                    |
| 1975   | Hafia FC (2)                                                            |                                         | Tonnerre Yaoundé                                         |                                  |                                    |
| 1976   | MC Alger                                                                |                                         | Shooting Stars                                           |                                  |                                    |
| 1977   | Hafia FC (3)                                                            |                                         | Enugu Rangers                                            |                                  |                                    |
| 1978   | Canon Yaoundé (2)                                                       |                                         | Horoya AC                                                |                                  |                                    |
| 1979   | Union Douala                                                            |                                         | Canon Yaoundé                                            |                                  |                                    |
| 1980   | Canon Yaoundé (3)                                                       |                                         | TP Mazembe                                               |                                  |                                    |
| 1981   | JS Kabylie                                                              |                                         | Union Douala                                             |                                  |                                    |
| 1982   | Al Ahly SC                                                              |                                         | Al Moqaouloun al-Arab                                    |                                  |                                    |
| 1983   | Asante Kotoko (2)                                                       |                                         | Al Moqaouloun al-Arab (2)                                |                                  |                                    |
| 1984   | Zamalek SC                                                              |                                         | Al Ahly SC                                               |                                  |                                    |
| 1985   | FAR de Rabat                                                            |                                         | Al Ahly SC (2)                                           |                                  |                                    |
| 1986   | Zamalek SC (2)                                                          |                                         | Al Ahly SC (3)                                           |                                  |                                    |
| 1987   | Al Ahly SC (2)                                                          |                                         | Gor Mahia                                                |                                  |                                    |
| 1988   | ES Sétif                                                                |                                         | CA bizertin                                              |                                  |                                    |
| 1989   | Raja CA                                                                 |                                         | Al Merreikh                                              |                                  |                                    |
| 1990   | JS Kabylie (2)                                                          |                                         | BCC Lions                                                |                                  |                                    |
| 1991   | Club africain                                                           |                                         | Power Dynamos FC                                         |                                  |                                    |
| 1992   | Wydad AC                                                                |                                         | Africa Sports                                            | Shooting Stars                   | Africa Sports                      |
| 1993   | Zamalek SC (3)                                                          |                                         | Al Ahly SC (4)                                           | Stella Club d'Adjamé             | Zamalek SC                         |
| 1994   | ES Tunis                                                                |                                         | DC Motema Pembe                                          | Bendel Insurance                 | ES Tunis                           |
| 1995   | Orlando Pirates                                                         |                                         | JS Kabylie                                               | ES Sahel                         | Orlando Pirates                    |
| 1996   | Zamalek SC (4)                                                          |                                         | Al Moqaouloun al-Arab (3)                                | Kawkab de Marrakech              | Zamalek SC                         |
| 1997   | Raja CA (2)                                                             |                                         | ES Sahel                                                 | ES Tunis                         | ES Sahel                           |
| 1998   | ASEC Mimosas                                                            |                                         | ES Tunis                                                 | CS sfaxien                       | ASEC Mimosas                       |
| 1999   | Raja CA (3)                                                             |                                         | Africa Sports (2)                                        | ES Sahel (2)                     | Raja CA                            |
| 2000   | Hearts of Oak                                                           |                                         | Zamalek SC                                               | JS Kabylie                       | Hearts of Oak                      |
| 2001   | Al Ahly SC (3)                                                          |                                         | Kaizer Chiefs                                            | JS Kabylie (2)                   | Al Ahly SC                         |
| 2002   | Zamalek SC (5)                                                          |                                         | Wydad AC                                                 | JS Kabylie (3)                   | Zamalek SC                         |
| 2003   | Enyimba FC                                                              |                                         | ES Sahel (2)                                             | Raja CA                          | Enyimba FC                         |
| 2004   | Enyimba FC (2)                                                          | Hearts of Oak                           |                                                          |                                  | Enyimba FC                         |
| 2005   | Al Ahly SC (4)                                                          | FAR de Rabat                            |                                                          |                                  | Al Ahly SC                         |
| 2006   | Al Ahly SC (5)                                                          | ES Sahel                                |                                                          |                                  | Al Ahly SC                         |
| 2007   | ES Sahel                                                                | CS sfaxien                              |                                                          |                                  | ES Sahel                           |
| 2008   | Al Ahly SC (6)                                                          | CS sfaxien (2)                          |                                                          |                                  | Al Ahly SC                         |
| 2009   | TP Mazembe (3)                                                          | Stade malien                            |                                                          |                                  | TP Mazembe                         |
| 2010   | TP Mazembe (4)                                                          | FUS Rabat                               |                                                          |                                  | TP Mazembe                         |
| 2011   | ES Tunis (2)                                                            | Maghreb de Fès                          |                                                          |                                  | Maghreb AS                         |
| 2012   | Al Ahly SC (7)                                                          | AC Léopards                             |                                                          |                                  | Al Ahly SC                         |
| 2013   | Al Ahly SC (8)                                                          | CS sfaxien(3)                           |                                                          |                                  | Al Ahly SC                         |
| 2014   | ES Sétif (2)                                                            | Al Ahly SC                              |                                                          |                                  | ES Sétif                           |
| 2015   | TP Mazembe (5)                                                          | ES Sahel (2)                            |                                                          |                                  | TP Mazembe                         |
| 2016   | Mamelodi Sundowns                                                       | TP Mazembe                              |                                                          |                                  | Mamelodi Sundowns                  |
| 2017   | Wydad AC (2)                                                            | TP Mazembe (2)                          |                                                          |                                  | Wydad AC                           |
| 2018   | ES Tunis (3)                                                            | Raja CA                                 |                                                          |                                  | Raja CA                            |
| 2019   | ES Tunis (4)                                                            | Zamalek SC                              |                                                          |                                  | Zamalek SC                         |
| 2020   | Al Ahly SC (9)                                                          | RS Berkane                              |                                                          |                                  | Al Ahly SC                         |
| 2021   | Al Ahly SC (10)                                                         | Raja CA (2)                             |                                                          |                                  | Al Ahly SC                         |
| 2022   | Wydad AC (3)                                                            | RS Berkane (2)                          |                                                          |                                  | RS Berkane                         |
| 2023   | Al Ahly SC (11)                                                         | USM Alger                               |                                                          |                                  | USM Alger                          |

### Supercoupe d'Afrique 1982 (compétition non-CAF)
La Supercoupe d'Afrique 1982 est un match qui s'est déroulé le 25 janvier 1982 lors du Tournoi de la Fraternité à Abidjan en Côte d'Ivoire. Les Kabyles de la JS Kabylie remportent ce trophée de la toute première Supercoupe d'Afrique, face aux Camerounais de l'Union Douala.

## Résultats en compétitions mondiales

### Sélections

#### Coupe du monde
Seuls treize membres de la CAF ont disputé la phase finale de la Coupe du monde depuis sa création en 1930. L'Égypte est la première équipe africaine à participer à la suite de sa qualification face à la Palestine, en 1934 avant la création de la CAF.
La première équipe africaine à se qualifier à la suite de qualifications organisées par la CAF est le Maroc en 1970 et également la première équipe à franchir le premier tour en 1986 (huitièmes de finale). Le Maroc est devenue en 2022 la première équipe de la confédération à se qualifier pour les demi-finales de la Coupe du monde. Avant cela le Cameroun en 1990, le Sénégal en 2002 et le Ghana en 2010, avaient atteint les quarts de finale.
En 2010, le continent africain accueille sa première Coupe du monde. La compétition a eu lieu du 11 juin au 11 juillet en Afrique du Sud.
Le tableau suivant montre le parcours des représentants de la CAF à chaque édition de la Coupe du monde, classés selon leur nombre d'apparitions :
| Équipe           | 1930 | 1934 | 1938 | 1950 | 1954 | 1958 | 1962 | 1966 | 1970 | 1974      | 1978 | 1982 | 1986 | 1990 | 1994 | 1998 | / 2002 | 2006 | 2010 | 2014 | 2018 | 2022 | / 2026  | Total |
| Cameroun         |      |      |      |      |      |      |      |      |      |           |      | Gr.  |      | 1/4  | Gr.  | Gr.  | Gr.    |      | Gr.  | Gr.  |      | Gr.  | À venir | 8     |
| Maroc            |      |      |      |      |      |      |      |      | Gr.  |           |      |      | 1/8  |      | Gr.  | Gr.  |        |      |      |      | Gr.  | 4e   | À venir | 6     |
| Nigeria          |      |      |      |      |      |      |      |      |      |           |      |      |      |      | 1/8  | 1/8  | Gr.    |      | Gr.  | 1/8  | Gr.  |      | À venir | 6     |
| Tunisie          |      |      |      |      |      |      |      |      |      |           | Gr.  |      |      |      |      | Gr.  | Gr.    | Gr.  |      |      | Gr.  | Gr.  | À venir | 6     |
| Algérie          |      |      |      |      |      |      |      |      |      |           |      | Gr.  | Gr.  |      |      |      |        |      | Gr.  | 1/8  |      |      | À venir | 4     |
| Ghana            |      |      |      |      |      |      |      |      |      |           |      |      |      |      |      |      |        | 1/8  | 1/4  | Gr.  |      | Gr.  | À venir | 4     |
| Côte d'Ivoire    |      |      |      |      |      |      |      |      |      |           |      |      |      |      |      |      |        | Gr.  | Gr.  | Gr.  |      |      | À venir | 3     |
| Afrique du Sud   |      |      |      |      |      |      |      |      |      |           |      |      |      |      |      | Gr.  | Gr.    |      | Gr.  |      |      |      | À venir | 3     |
| Égypte           |      | *    |      |      |      |      |      |      |      |           |      |      |      | Gr.  |      |      |        |      |      |      | Gr.  |      | À venir | 3     |
| Sénégal          |      |      |      |      |      |      |      |      |      |           |      |      |      |      |      |      | 1/4    |      |      |      | Gr.  | 1/8  | À venir | 3     |
| Angola           |      |      |      |      |      |      |      |      |      |           |      |      |      |      |      |      |        | Gr.  |      |      |      |      | À venir | 1     |
| Togo             |      |      |      |      |      |      |      |      |      |           |      |      |      |      |      |      |        | Gr.  |      |      |      |      | À venir | 1     |
| Zaïre / RD Congo |      |      |      |      |      |      |      |      |      | Gr. (1/8) |      |      |      |      |      |      |        |      |      |      |      |      | À venir | 1     |
| Total            | 0    | 1    | 0    | 0    | 0    | 0    | 0    | 0    | 1    | 1         | 1    | 2    | 2    | 2    | 3    | 5    | 5      | 5    | 6    | 5    | 5    | 5    | À venir | 49    |

Légende
- 1/2 : Éliminé en demi-finale de la compétition
- 1/4 : Éliminé en quarts de finale de la compétition
- 1/8 : Éliminé en huitièmes de finale de la compétition
- Gr. : Éliminé en phase de groupes du premier tour de la compétition

#### Coupe du monde féminine
Le tableau suivant montre le parcours des représentantes de la CAF à chaque édition de la Coupe du monde féminine, classés selon leur nombre d'apparitions:
| Équipe             | 1991 | 1995 | 1999 | 2003 | 2007 | 2011 | 2015 | 2019 | / 2023 | Total |
| Nigeria            | Gr.  | Gr.  | 1/4  | Gr.  | Gr.  | Gr.  | Gr.  | Gr.  | 1/8    | 9     |
| Maroc              |      |      |      |      |      |      |      |      | 1/8    | 1     |
| Ghana              |      |      | Gr.  | Gr.  | Gr.  |      |      |      |        | 3     |
| Cameroun           |      |      |      |      |      |      | 1/8  | Gr.  |        | 2     |
| Afrique du Sud     |      |      |      |      |      |      |      | Gr.  | 1/8    | 2     |
| Guinée équatoriale |      |      |      |      |      | Gr.  |      |      |        | 1     |
| Côte d'Ivoire      |      |      |      |      |      |      | Gr.  |      |        | 1     |
| Zambie             |      |      |      |      |      |      |      |      | Gr.    | 1     |
| Total              | 1    | 1    | 2    | 2    | 2    | 2    | 3    | 3    | 4      | 20    |

Légende
- 1/4 : Éliminé en quarts de finale de la compétition
- 1/8 : Éliminé en huitièmes de finale de la compétition
- Gr. : Éliminé en phase de groupes du premier tour de la compétition

#### Coupe des Confédérations
L'équipe qualifiée pour la Coupe des confédérations est la dernière équipe à avoir remporté la Coupe d'Afrique des Nations.
Le tableau suivant montre le parcours des représentants de la CAF à chaque édition de la Coupe des confédérations, classés par ordre alphabétique :
| Équipe         | 1992 | 1995 | 1997 | 1999 | / 2001 | 2003 | 2005 | 2009 | 2013 | 2017 | Total |
| Afrique du Sud |      |      | Gr.  |      |        |      |      | 4e   |      |      | 2     |
| Cameroun       |      |      |      |      | Gr.    | 2e   |      |      |      | Gr.  | 3     |
| Côte d'Ivoire  | 4e   |      |      |      |        |      |      |      |      |      | 1     |
| Égypte         |      |      |      | Gr.  |        |      |      | Gr.  |      |      | 2     |
| Nigeria        |      | 4e   |      |      |        |      |      |      | Gr.  |      | 2     |
| Tunisie        |      |      |      |      |        |      | Gr.  |      |      |      | 1     |
| Total          | 1    | 1    | 1    | 1    | 1      | 1    | 1    | 2    | 1    | 1    | 11    |

Légende
- 2e : Termine deuxième de la compétition
- 4e : Termine quatrième de la compétition
- Gr. : Participe à la phase de groupe de la compétition

#### Classement FIFA
Le tableau suivant donne les classements FIFA des vingt meilleures nations de la CAF (22 décembre 2022):
| CAF | FIFA | + / - | Nation             | Points  |
| 1   | 11   | =     | Maroc              | 1672.35 |
| 2   | 19   | =     | Sénégal            | 1603.98 |
| 3   | 30   | =     | Tunisie            | 1526.2  |
| 4   | 33   | =     | Cameroun           | 1499.3  |
| 5   | 35   | =     | Nigeria            | 1494.32 |
| 6   | 39   | =     | Égypte             | 1490.34 |
| 7   | 40   | =     | Algérie            | 1486.72 |
| 8   | 45   | =     | Mali               | 1449.05 |
| 9   | 47   | =     | Côte d'Ivoire      | 1441.49 |
| 10  | 50   | =     | Burkina Faso       | 1434.81 |
| 11  | 58   | =     | Ghana              | 1400.02 |
| 12  | 67   | =     | Afrique du Sud     | 1350.36 |
| 13  | 72   | =     | Cap-Vert           | 1336.05 |
| 14  | 73   | =     | RD Congo           | 1333.92 |
| 15  | 79   | =     | Gabon              | 1305.47 |
| 16  | 83   | =     | Guinée             | 1290.47 |
| 17  | 88   | =     | Zambie             | 1265.15 |
| 18  | 89   | =     | Ouganda            | 1260.69 |
| 19  | 91   | =     | Bénin              | 1247.47 |
| 20  | 98   | =     | Guinée équatoriale | 1215.66 |

Le classement d'une équipe devient officiel lorsque :
- Elle a joué au moins 5 matchs contre des équipes ayant un classement officiel.
- Elle a disputé au moins un match pendant les quatre dernières années.
- Seules les équipes qui ont joué 5 matchs avant la Coupe du monde de football féminin 1999 contre des équipes qui ont elles-mêmes joué 5 matchs avant celle-ci ont été incluses dans le classement mondial inaugural.

### Clubs

#### Compétitions du monde des clubs (avant 2024)
Depuis la création de la Coupe du monde des clubs de la FIFA, l'Afrique est représenté par un seul club dans cette compétition, à l'exception de l'édition 2013 et 2014 où le Maroc était le pays hôte et où le continent a été représenté par deux équipes. Le premier club à participer à ce Mondial des clubs était le Raja CA au début de l'année 2000 et depuis cette date, aucun club de la CAF n'a réussi à gagner la coupe, le meilleur résultat a été réalisé par le TP Mazembe qui a terminé finaliste en 2010 face à l'Inter Milan, ainsi que par le Raja CA qui a également terminé finaliste face au Bayern Munich en 2013. Le club africain d'Al Ahly SC est celui qui a participé le plus à cette compétition.
Le tableau suivant montre le parcours des représentants de la CAF à chaque édition de la Coupe du monde des clubs avant 2024, classés selon leur nombre d'apparitions:
| Équipe            | 2000 | 2005 | 2006 | 2007 | 2008 | 2009 | 2010 | 2011 | 2012 | 2013 | 2014 | 2015 | 2016 | 2017 | 2018 | 2019 | 2020 | 2021 | 2022 | 2023 | Total |
| Al Ahly SC        |      | 6e   | 3e   |      | 6e   |      |      |      | 4e   | 6e   |      |      |      |      |      |      | 3e   | 3e   | 4e   | 3e   | 9     |
| TP Mazembe        |      |      |      |      |      | 6e   | 2e   |      |      |      |      | 6e   |      |      |      |      |      |      |      |      | 3     |
| ES Tunis          |      |      |      |      |      |      |      | 6e   |      |      |      |      |      |      | 5e   | 5e   |      |      |      |      | 3     |
| Raja CA           | Gr.  |      |      |      |      |      |      |      |      | 2e   |      |      |      |      |      |      |      |      |      |      | 2     |
| Wydad AC          |      |      |      |      |      |      |      |      |      |      |      |      |      | 6e   |      |      |      |      | 5e   |      | 2     |
| ES Sahel          |      |      |      | 4e   |      |      |      |      |      |      |      |      |      |      |      |      |      |      |      |      | 1     |
| ES Sétif          |      |      |      |      |      |      |      |      |      |      | 5e   |      |      |      |      |      |      |      |      |      | 1     |
| Mamelodi Sundowns |      |      |      |      |      |      |      |      |      |      |      |      | 6e   |      |      |      |      |      |      |      | 1     |
| MA Tétouan        |      |      |      |      |      |      |      |      |      |      | 7e   |      |      |      |      |      |      |      |      |      | 1     |

Légende
- 2e : Termine finaliste de la compétition
- 3e : Termine troisième de la compétition
- 4e : Termine quatrième de la compétition
- 5e : Termine cinquième de la compétition
- 6e : Termine sixième de la compétition
- 1/2 : Participe a la demi finale de la compétition
- 1/4 : Participe au quart de finale de la compétition
- Gr. : Participe à la phase de groupe de la compétition

#### Compétitions du monde des clubs (après 2024)
Le 16 décembre 2022, le président de la FIFA Gianni Infantino annonce que la Coupe du monde des clubs passera à 32 clubs à partir de 2025. Le 23 juin 2023, la FIFA annonce que la Coupe du monde des clubs remaniée se déroulera aux États-Unis, un an avant la coupe du monde 2026 organisée aussi aux États-Unis, au Canada et au Mexique. La compétition réunit 32 équipes : 12 de l'UEFA, 6 de la CONMEBOL, 4 de l'AFC, 4 de la CAF, 4 de la CONCACAF, 1 de l'OFC ainsi qu'une équipe du pays hôte.
Le tableau suivant montre le parcours des représentants de la CAF à chaque édition de la Coupe du monde des clubs à partir de 2025, classés selon leur nombre d'apparitions :
| Équipe            | 2025 |
| Al Ahly SC        | Gr.  |
| Wydad AC          | Gr.  |
| ES Tunis          | Gr.  |
| Mamelodi Sundowns | Gr.  |

Légende
- Gr. : Participe à la phase de groupe de la compétition
- 1/8 : Éliminé en huitièmes de finale de la compétition
- 1/4 : Éliminé en quarts de finale de la compétition
- 1/2 : Éliminé en demi-finale de la compétition
- 3e : Troisième place
- 2e : Seconde place
- 1er : Première place

#### Classement de l'IFFHS
| IFFHS | Rang | Club               | Points |
| 1     | 92   | Al Ahly            | 131,0  |
| 2     | 96   | CS sfaxien         | 130,0  |
| 3     | 113  | AS Vita Club       | 119,5  |
| 4     | 120  | ES Sahel           | 117,5  |
| 5     | 126  | Zamalek            | 115,5  |
| 6     | 130  | Wydad AC           | 112,5  |
| 7     | 142  | Espérance de Tunis | 108,0  |
| 8     | 143  | Kaizer Chiefs      | 108,0  |
| 9     | 154  | Séwé Sports        | 104,5  |
| 10    | 164  | Santos FC          | 100,0  |
| 11    | 170  | Cotonsport Garoua  | 97,0   |

- Date de dernière mise à jour : 19 janvier 2015

## Organisation de la CAF

### Sous-confédérations et zones géographiques
Il existe six sous-confédérations régionales au sein de la Confédération africaine de football. Chaque sous-confédération regroupe les fédérations d'une partie du continent (découpée en zone géographique) et organise des compétitions régionales au niveau des sélections et des clubs.
Le continent est divisé en six zones géographiques. Certaines sont régies par des sous-confédérations comme l'UFOA, la CECAFA ou la COSAFA. Cette répartition sert notamment lors des tirages au sort des compétitions (tirage orienté lors des éliminatoires afin de limiter les coûts de déplacement), ou encore les qualifications aux Jeux africains (chaque zone a droit à un qualifié, la zone 6 deux qualifiés).
Il existe six sous-confédérations régionales au sein de la Confédération africaine de football. Chaque sous-confédération regroupe les fédérations d'une partie du continent et organise des compétitions régionales au niveau des sélections et des clubs.
- L'Union nord-africaine de football (UNAF) en Afrique du Nord compte 5 membres : 
Algérie, Égypte, Libye, Maroc et Tunisie.
- L'Union des fédérations ouest-africaines de football (UFOA) en Afrique de l'Ouest compte 16 membres[24] : 
Bénin, Burkina Faso, Cap-Vert, Côte d'Ivoire, Gambie, Ghana, Guinée, Guinée-Bissau, Liberia, Mali, Mauritanie, Niger, Nigeria, Sénégal, Sierra Leone et Togo.
- L'union des fédérations de football d'Afrique centrale (UNIFFAC) en Afrique centrale compte 8 membres[25] : 
Cameroun, Congo, Gabon, Guinée équatoriale, République centrafricaine, République démocratique du Congo, Sao Tomé-et-Principe et Tchad.
- Le Council for East and Central Africa Football Association (CECAFA) en Afrique de l'Est compte 12 membres[26] : 
Burundi, Djibouti, Érythrée, Éthiopie, Kenya, Ouganda, Rwanda, Somalie, Soudan, Soudan du Sud, Tanzanie et Zanzibar.
- Le Council of Southern Africa Football Associations (COSAFA) en Afrique australe compte 14 membres[27] :
Afrique du Sud, Angola, Botswana, Comores, Lesotho, Madagascar, Malawi, Maurice, Mozambique, Namibie, Seychelles, Eswatini, Zambie et Zimbabwe.
- L'union des fédérations de football de l'océan Indien (UFFOI) en Afrique australe compte 6 membres :
Comores, Madagascar, Maurice, Mayotte, Réunion, Seychelles.

| Algérie Égypte Libye | Maroc Tunisie |

| Cap-Vert Gambie Guinée Guinée-Bissau | Liberia Mauritanie Sénégal Sierra Leone |

| Bénin Burkina Faso Côte d'Ivoire Ghana | Mali Niger Nigeria Togo |

| Cameroun Congo Gabon Guinée équatoriale | République centrafricaine République démocratique du Congo Sao Tomé-et-Principe Tchad |

| Burundi Djibouti Érythrée Éthiopie Kenya | Ouganda Rwanda Somalie Soudan Soudan du Sud Tanzanie |

| Afrique du Sud Angola Botswana Comores Lesotho Madagascar Malawi | Maurice Mozambique Namibie Seychelles Swaziland | Zambie Zimbabwe |

Confédérations régionales :
Afrique du Nord : UNAF
Afrique de l'Ouest : UFOA
Afrique centrale : UNIFFAC
Afrique de l'Est : CECAFA
Afrique australe : COSAFA
Monde arabe : UAFA

## Liste des fédérations membres de la CAF
| Fédération                       | Fondation | FIFA | CAF                   | Principales sélections                                    | Championnats nationaux                                                              | Coupes nationales                                   | Sous-confédération | Zone |
| -------------------------------- | --------- | ---- | --------------------- | --------------------------------------------------------- | ----------------------------------------------------------------------------------- | --------------------------------------------------- | ------------------ | ---- |
| Afrique du Sud                   | 1991      | 1992 | 1992                  | Équipe masculine Équipe féminine                          | Championnat Championnat D2 Championnat féminin                                      | Coupe                                               | COSAFA             | 6    |
| Algérie                          | 1962      | 1963 | 1964                  | Équipe masculine Équipe féminine                          | Championnat Championnat D2 Championnat D3 Championnat D4                            | Coupe Supercoupe Championnat féminin                | UNAF               | 1    |
| Angola                           | 1979      | 1980 | 1980                  | Équipe masculine Équipe féminine                          | Championnat Championnat féminin                                                     | Coupe Supercoupe                                    | COSAFA             | 6    |
| Bénin                            | 1962      | 1962 | 1962                  | Équipe masculine Équipe féminine                          | Championnat Championnat féminin                                                     | Coupe Supercoupe                                    | UFOA               | 3    |
| Botswana                         | 1970      | 1978 | 1976                  | Équipe masculine Équipe féminine                          | Championnat                                                                         | Coupe                                               | COSAFA             | 6    |
| Burkina Faso                     | 1960      | 1964 | 1964                  | Équipe masculine Équipe féminine                          | Championnat Championnat féminin                                                     | Coupe Supercoupe Coupe féminine Supercoupe féminine | UFOA               | 3    |
| Burundi                          | 1948      | 1972 | 1972                  | Équipe masculine Équipe féminine                          | Championnat                                                                         | Coupe                                               | CECAFA             | 5    |
| Cameroun                         | 1959      | 1962 | 1963                  | Équipe masculine Équipe féminine                          | Championnat Championnat D2                                                          | Coupe Supercoupe Championnat féminin                | UNIFFAC            | 4    |
| Cap-Vert                         | 1982      | 1986 | 2000                  | Équipe masculine Équipe féminine                          | Championnat Championnat féminin                                                     | Coupe                                               | UFOA               | 2    |
| République centrafricaine        | 1961      | 1964 | 1965                  | Équipe masculine Équipe féminine                          | Championnat                                                                         | Coupe Supercoupe                                    | UNIFFAC            | 4    |
| Comores                          | 1979      | 2005 | 2005                  | Équipe masculine Équipe féminine                          | Championnat Championnat féminin                                                     | Coupe Supercoupe Coupe féminine                     | COSAFA             | 6    |
| République du Congo              | 1962      | 1964 | 1966                  | Équipe masculine Équipe féminine                          | Championnat                                                                         | Coupe                                               | UNIFFAC            | 4    |
| République démocratique du Congo | 1919      | 1964 | 1964                  | Équipe masculine Équipe féminine                          | Championnat Championnat D2                                                          | Coupe Supercoupe                                    | UNIFFAC            | 4    |
| Côte d'Ivoire                    | 1960      | 1964 | 1960                  | Équipe masculine Équipe féminine                          | Championnat Championnat D2 Championnat D3                                           | Coupe Supercoupe Championnat féminin                | UFOA               | 3    |
| Djibouti                         | 1979      | 1994 | 1994                  | Équipe masculine Équipe féminine                          | Championnat                                                                         | Coupe Supercoupe                                    | CECAFA             | 5    |
| Égypte                           | 1921      | 1923 | 1957                  | Équipe masculine Équipe féminine                          | Championnat Championnat D2 Championnat féminin                                      | Coupe Supercoupe                                    | UNAF               | 1    |
| Érythrée                         | 1996      | 1998 | 1998                  | Équipe masculine Équipe féminine                          | Championnat                                                                         | -                                                   | CECAFA             | 5    |
| Eswatini                         | 1968      | 1978 | 1978                  | Équipe masculine Équipe féminine                          | Championnat                                                                         | Coupe                                               | COSAFA             | 6    |
| Éthiopie                         | 1943      | 1952 | 1957                  | Équipe masculine Équipe féminine                          | Championnat Championnat féminin                                                     | Coupe Supercoupe                                    | CECAFA             | 5    |
| Gabon                            | 1962      | 1966 | 1967                  | Équipe masculine Équipe féminine                          | Championnat                                                                         | Coupe Supercoupe                                    | UNIFFAC            | 4    |
| Gambie                           | 1952      | 1968 | 1966                  | Équipe masculine Équipe féminine                          | Championnat Championnat féminin                                                     | Coupe Supercoupe Coupe féminine Supercoupe féminine | UFOA               | 2    |
| Ghana                            | 1957      | 1958 | 1958                  | Équipe masculine Équipe féminine                          | Championnat Championnat féminin                                                     | Coupe                                               | UFOA               | 3    |
| Guinée                           | 1960      | 1962 | 1963                  | Équipe masculine Équipe féminine                          | Championnat                                                                         | Coupe Supercoupe                                    | UFOA               | 2    |
| Guinée-Bissau                    | 1974      | 1986 | 1986                  | Équipe masculine Équipe féminine                          | Championnat                                                                         | Coupe Supercoupe                                    | UFOA               | 2    |
| Guinée équatoriale               | 1957      | 1986 | 1986                  | Équipe masculine Équipe féminine                          | Championnat Championnat féminin                                                     | Coupe                                               | UNIFFAC            | 4    |
| Kenya                            | 1960      | 1960 | 1968                  | Équipe masculine Équipe féminine                          | Championnat Championnat féminin                                                     | Coupe Supercoupe                                    | CECAFA             | 5    |
| Lesotho                          | 1932      | 1964 | 1964                  | Équipe masculine Équipe féminine                          | Championnat                                                                         | Coupe                                               | COSAFA             | 6    |
| Liberia                          | 1936      | 1964 | 1962                  | Équipe masculine Équipe féminine                          | Championnat Championnat féminin                                                     | Coupe                                               | UFOA               | 2    |
| Libye                            | 1962      | 1964 | 1965                  | Équipe masculine Équipe féminine                          | Championnat                                                                         | Coupe Supercoupe                                    | UNAF               | 1    |
| Madagascar                       | 1961      | 1964 | 1963                  | Équipe masculine Équipe féminine                          | Championnat                                                                         | Coupe Supercoupe                                    | COSAFA             | 6    |
| Malawi                           | 1966      | 1968 | 1968                  | Équipe masculine Équipe féminine                          | Championnat Championnat féminin                                                     | Coupe                                               | COSAFA             | 6    |
| Mali                             | 1960      | 1963 | 1963                  | Équipe masculine Équipe féminine                          | Championnat Championnat féminin                                                     | Coupe Supercoupe Coupe féminine                     | UFOA               | 3    |
| Maroc                            | 1955      | 1960 | 1959                  | Équipe masculine Équipe féminine                          | Championnat GNF1 Championnat GNF2 Championnat D3 Championnat D4 Championnat féminin | Coupe Coupe féminine                                | UNAF               | 1    |
| Maurice                          | 1952      | 1964 | 1963                  | Équipe masculine Équipe féminine                          | Championnat                                                                         | Coupe                                               | COSAFA             | 6    |
| Mauritanie                       | 1961      | 1970 | 1968                  | Équipe masculine Équipe féminine                          | Championnat                                                                         | Coupe Supercoupe Championnat féminin                | UFOA               | 2    |
| Mozambique                       | 1976      | 1980 | 1980                  | Équipe masculine Équipe féminine                          | Championnat                                                                         | Coupe Supercoupe                                    | COSAFA             | 6    |
| Namibie                          | 1990      | 1992 | 1992                  | Équipe masculine Équipe féminine                          | Championnat                                                                         | Coupe                                               | COSAFA             | 6    |
| Niger                            | 1962      | 1967 | 1967                  | Équipe masculine Équipe féminine                          | Championnat                                                                         | Coupe Supercoupe                                    | UFOA               | 3    |
| Nigeria                          | 1945      | 1960 | 1960                  | Équipe masculine Équipe féminine                          | Championnat Championnat D2 Championnat féminin                                      | Coupe                                               | UFOA               | 3    |
| Ouganda                          | 1924      | 1960 | 1960                  | Équipe masculine Équipe féminine                          | Championnat                                                                         | Coupe Supercoupe                                    | CECAFA             | 5    |
| Réunion1 (FFF)                   | 1926      |      | 2004 (membre associé) | Équipe masculine Équipe féminine                          | Championnat                                                                         | Coupe                                               | -                  |      |
| Rwanda                           | 1972      | 1978 | 1978                  | Équipe masculine Équipe féminine                          | Championnat Championnat féminin                                                     | Coupe                                               | CECAFA             | 5    |
| Fédération                       | 1975      | 1986 | 1986                  | Équipe masculine Équipe féminine                          | Championnat                                                                         | Coupe                                               | UNIFFAC            | 4    |
| Fédération                       | 1960      | 1964 | 1964                  | Équipe masculine Équipe féminine                          | Championnat Championnat D2 Championnat féminin                                      | Coupe                                               | UFOA               | 2    |
| Seychelles                       | 1979      | 1986 | 1986                  | Équipe masculine Équipe féminine                          | Championnat Championnat féminin                                                     | Coupe                                               | COSAFA             | 6    |
| Sierra Leone                     | 1960      | 1960 | 1960                  | Équipe masculine Équipe féminine                          | Championnat                                                                         | Coupe                                               | UFOA               | 2    |
| Somalie                          | 1951      | 1960 | 1968                  | Équipe masculine                                          | Championnat                                                                         | Coupe                                               | CECAFA             | 5    |
| Soudan                           | 1936      | 1948 | 1957                  | Équipe masculine Équipe féminine                          | Championnat Championnat féminin                                                     | Coupe                                               | CECAFA             | 5    |
| Soudan du Sud                    | 2011      | 2012 | 2012                  | Équipe masculine Équipe féminine                          | Championnat Championnat féminin                                                     | Coupe                                               | CECAFA             | 5    |
| Tanzanie                         | 1930      | 1964 | 1964                  | Équipe masculine Équipe féminine                          | Championnat Championnat féminin                                                     | Coupe                                               | CECAFA             | 5    |
| Tchad                            | 1962      | 1964 | 1964                  | Équipe masculine Équipe féminine                          | Championnat                                                                         | Coupe                                               | UNIFFAC            | 4    |
| Togo                             | 1960      | 1962 | 1964                  | Équipe masculine Équipe féminine                          | Championnat                                                                         | Coupe Supercoupe                                    | UFOA               | 3    |
| Tunisie                          | 1957      | 1960 | 1960                  | Équipe masculine Équipe masculine espoirs Équipe féminine | Championnat Championnat D2 Championnat D3 Championnat féminin                       | Coupe                                               | UNAF               | 1    |
| Zambie                           | 1929      | 1964 | 1964                  | Équipe masculine Équipe féminine                          | Championnat                                                                         | Coupe                                               | COSAFA             | 6    |
| Zanzibar2                        | 1965      |      | 1980 (membre associé) | Équipe masculine Équipe féminine                          | Championnat                                                                         | -                                                   | CECAFA             | 5    |
| Zimbabwe                         | 1965      | 1965 | 1980                  | Équipe masculine Équipe féminine                          | Championnat                                                                         | Coupe                                               | COSAFA             | 6    |
| modifier                         |           |      |                       |                                                           |                                                                                     |                                                     |                    |      |

## Fraude et corruption

### Issa Hayatou
En juin 2021, la commission d’éthique de la FIFA avait jugé l'ex-président de la Confédération africaine de football (CAF) Issa Hayatou coupable d’avoir enfreint son devoir de loyauté, dans le cadre d’un contrat d’un milliard de dollars signé en septembre 2016 par la CAF avec la société française Lagardère Sports. Toutefois, en février 2022, le Tribunal arbitral du sport (TAS) annule la suspension d’un an de toute activité liée au football prononcée en juin 2021 par la Fédération internationale de football (FIFA) à l’encontre de l’ex-président de la CAF, estimant que M. Hayatou n’a pas enfreint l’article 15 du Code éthique de la FIFA.

### Ahmad Ahmad
En décembre 2019, l’ancien secrétaire général de la Confédération africaine de football, Mustapha Fahmy, a critiqué la gestion de Ahmad Ahmad en dénonçant la corruption qui profiterait à certains pays. Il déclare : “Ahmad Ahmad choisit les arbitres des rencontres pour satisfaire certaines parties”, confie d’abord l’ancien SG de la CAF, avant d’entrer un peu plus dans les détails, en mettant des noms sur ses allusions.
En novembre 2020, la chambre de jugement de la Commission d’Éthique indépendante a jugé Ahmad Ahmad, président de la Confédération Africaine de Football (CAF) et vice-président de la FIFA, coupable d’avoir enfreint les art. 15 (Devoir de loyauté), 20 (Acceptation et distribution de cadeaux ou autres avantages) et 25 (Abus de pouvoir) de l’édition 2020 du Code d’éthique de la FIFA, ainsi que l’art. 28 (Détournement de fonds) de son édition 2018.

### Véron Mosengo-Omba
En octobre 2024, le média suisse Gotham City révèle que Véron Mosengo-Omba, secrétaire général de la Confédération africaine de football, fait l'objet d'une enquête en Suisse pour soupçons de gestion déloyale, escroquerie et faux dans les titres. C'est le Ministère public de Fribourg qui instruit l'affaire,.

### Arbitrage
En août 2018, la Confédération africaine de football (CAF), suspend sept arbitres et un instructeur technique ghanéens, après des faits de corruption relayés par la presse. Dans un documentaire sorti en juin 2018, "Number 12 (en)", un journaliste d'investigation ghanéen Anas Aremeyaw Anas a piégé des dizaines d'arbitres ghanéens et du continent en leur proposant des pots-de-vin.